# Слободан Бубњевић
Слободан Бубњевић (Ријека, 1978) српски је новинар и писац.

## Биографија
Завршио је Математичку гимназију и дипломирао теоријску и експерименталну физику на Физичком факултету у Београду.
Објавио је збирку прича „Страх од промаје“ (Књижевна радионица Рашић, Београд, 2013. године). Пре тога је објавио збирку „Пертурбације и друге невоље“ (Народна књига, Београд, 2005. године).
Написао је осам драма („Ембрио“, „Фисиони фрагменти Павла Савића“, „Лов на Чарлса Дарвина“, „Руђер Бошковић“, „Тесла и Пупин“, „1300 каплара“, „Атанасије Стојкович“ и „Усуд“) које су све емитоване на програмима Радио Београда.
Током новинарске каријере, развио је специфичан наративни приступ у представљању науке и афирмисао се "као један од ретких београдских аутора у жанру научнопопуларне студије и документарне репортаже". Као новинар је радио у неколико београдских редакција и учествовао у покретању више часописа и интернет портала.
Заједно са новинарком Маријом Ђурић, основао је медијску иницијативу "Наука кроз приче", коју уређује од 2017. године.
Био је први уредник и покретач часописа "Елементи" који Центар за промоцију науке издаје од 2015. године. Радио је као новинар недељника „Време“ од 2003. године, a сарађује и у часопису "National Geographic Srbija".

## Признања
Добитник је стипендије Фонда „Борислав Пекић“ за 2012. годину.
Добитник је награде на књижевном конкурсу „Лаза К. Лазаревић“ у Шапцу за 2007. годину (која се додељује за најбољу необјављену српску приповетку) за причу „Напредак једног возача“.
Члан је Српског књижевног друштва.